# Mepachymerus gladiolus
Mepachymerus gladiolus är en tvåvingeart som först beskrevs av Becker 1913.  Mepachymerus gladiolus ingår i släktet Mepachymerus och familjen fritflugor. Inga underarter finns listade i Catalogue of Life.